# 暗殺5時12分
『暗殺5時12分』（あんさつごじじゅうにふん、Nine Hours to Rama）は、1963年に公開されたイギリス、アメリカ合衆国合作の映画。スタンリー・ウォルパートが著した小説「ラマへの9時間」を原作としている。監督はマーク・ロブソン。出演者はホルスト・ブッフホルツなど。

## キャスト
※括弧内は日本語吹替（初回放送1971年6月6日『日曜洋画劇場』）
- ナチュラム・ゴドセ：ホルスト・ブッフホルツ（富山敬）
- ダス警視：ホセ・ファーラー（川久保潔）
- ラニー：ヴァレリー・ギアロン
- ムサディ：ロバート・モーレイ
- シーラ：ダイアン・ベイカー（渋沢詩子）
- シン将軍：ハリー・アンドリュース
- マハトマ・ガンディー：J・S・キャシアップ

## スタッフ
- 監督・製作：マーク・ロブソン
- 原作：スタンリー・ウォルパート
- 脚本：ネルソン・ギディング
- 撮影：アーサー・イベットソン
- 音楽：マルコム・アーノルド
- タイトルデザイン：ソウル・バス